# 206
206是205與207之間的自然數。

## 在數學中
- 合數，正因數有1、2、103和206。
質因數分解為{\displaystyle 2\times 103}。
- 虧數，真因數和為106，虧度為100。
- 不尋常數，大於平方根的質因數為103。
- 第67個半質數。前一個為205、下一個為209。
- 無平方數因數的數。
- 十进制的奢侈數。
- 第11個不可及數。前一個為188、下一個為210。

## 在人体中
- 一个正常成年人的骨头是206块。